# Goebel Goe III

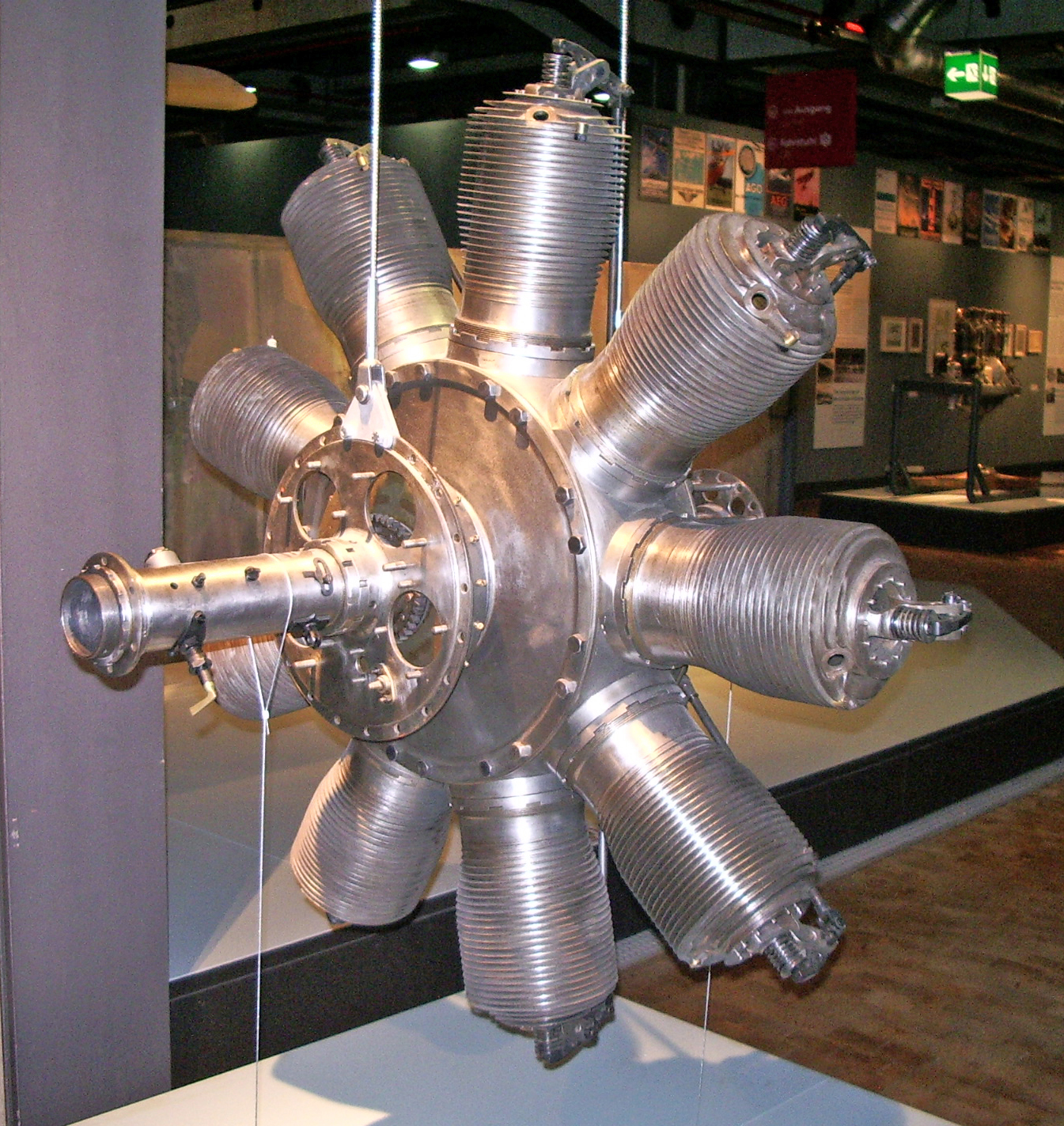
Goebel Goe III

Der Goebel Goe III war ein luftgekühlter Neunzylinder-Flugmotor. Der mit einem Hubraum von 27 Litern größte deutsche Umlaufmotor wurde gegen Ende des Ersten Weltkrieges in Darmstadt von der Gandenberger’schen Maschinenfabrik Georg Goebel entwickelt. Bis Kriegsende wurden lediglich 229 Goe III produziert.

## Geschichte
Mitte 1917 zeigte sich eine immer erdrückendere Übermacht der alliierten Jagdflieger. Die deutschen Flugzeughersteller konnten aber nur auf flüssigkeitsgekühlte Reihenmotoren der 160–185-PS-Klasse (Mercedes D IIIa, Benz Bz IIIa/Bz IV, BMW IIIa etc.) zurückgreifen. Damit lag die Lösung nahe, wieder vermehrt auf Umlaufmotoren zu setzen, da diese eine höhere spezifische Leistung (PS/kg) hatten. Die Motorenfabrik Oberursel schuf den Doppelsternmotor UR.III, Siemens-Halske den Sh.III und Georg Goebel entwarf 1918 den Goe III. Alle waren für eine Leistung um 180 PS ausgelegt. Der Siemens-Schuckert D.IV zeigte, dass die Überlegungen zum Einbau von Umlaufmotoren richtig waren. 
Die wenigen Goe III wurden in verschiedenen Prototypen getestet, wobei eine Verwendung im größeren Umfang in einem Serienflugzeug nicht bekannt ist. Von der ohnehin kleinen Fokker-D.VI-Serie waren lediglich 12 Maschinen mit Goe-III-Motoren ausgestattet.

## Technische Daten
| Kenngröße                        | Daten des Goebel Goe.III                                                                                               |
| -------------------------------- | --- |
| Bauart                           | 9-Zylinder-Umlaufmotor, luftgekühlter Neunzylinder-Umlaufmotor                                                         |
| Bohrung                          | 138 mm |
| Hub                              | 200 mm |
| Hubraum                          | 26,9 l |
| Leistung                         | - Startleistung: 187 PS (137 kW) bei 1250 min−1 (Kurbelwellendrehzahl) - Dauerleistung: 165 PS (120 kW) bei 1200 min−1 |
| Trockenmasse                     | 178 kg - Einheitsgewicht: 0,91 kg/PS                                                                                   |
| Spezifischer Kraftstoffverbrauch | 320 g/PSh (435 g/kWh)                                                                                                  |

## Flugzeuge

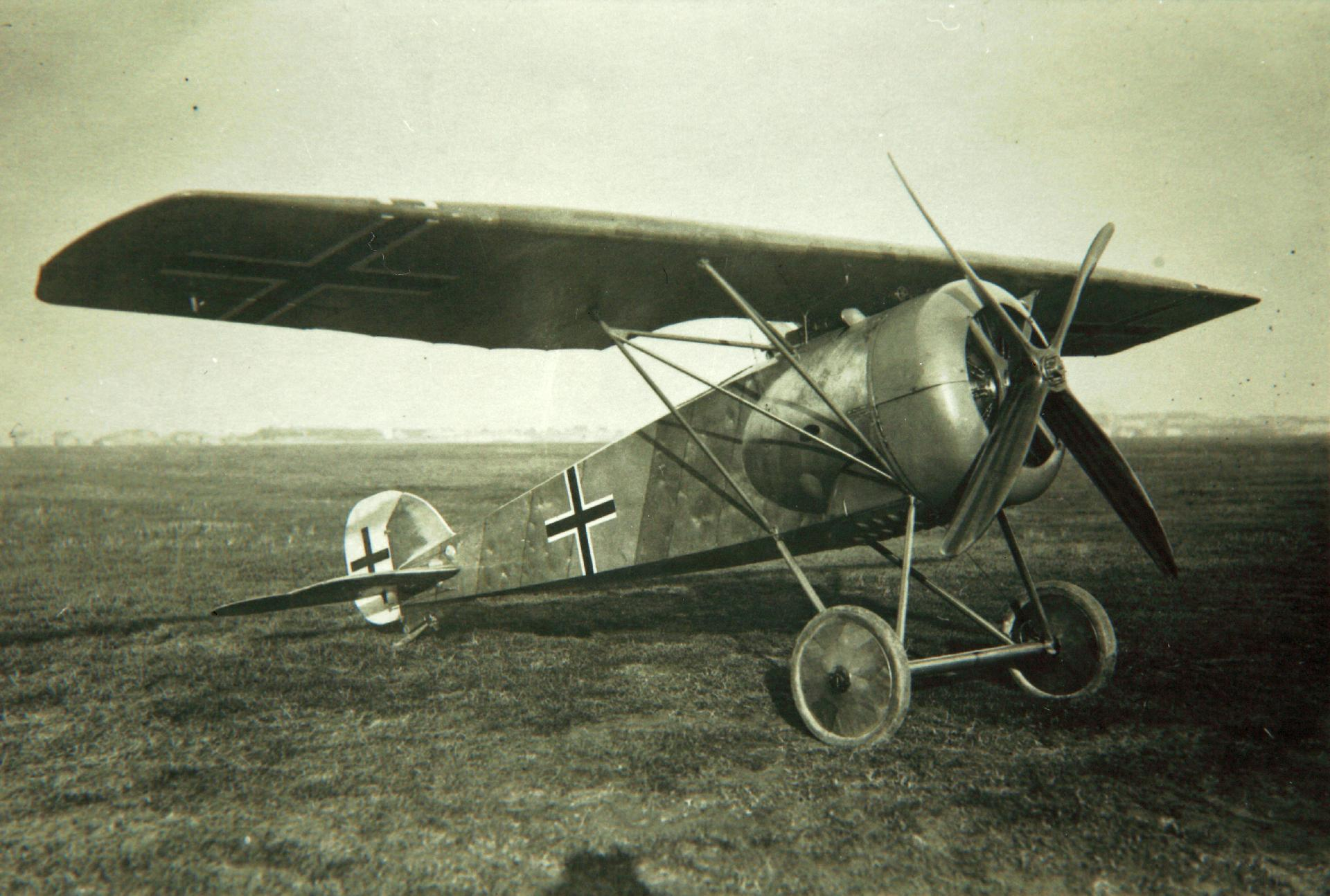
Roland D.XVI

- Fokker V.5 (Prototyp der Dr.I)
- Fokker D.VI
- Fokker V.28 (Prototyp der D.VIII)
- Kondor E.III
- LFG Roland D.XVI
- Pfalz D.VI
- Pfalz D.VII
- Pfalz D.VIII